# K点
K点（ケイてん）とは、スキーのジャンプ競技におけるジャンプ台の建築基準点のこと。ドイツ語で建築基準点を意味する Konstruktionspunkt（英: construction point）に由来する。

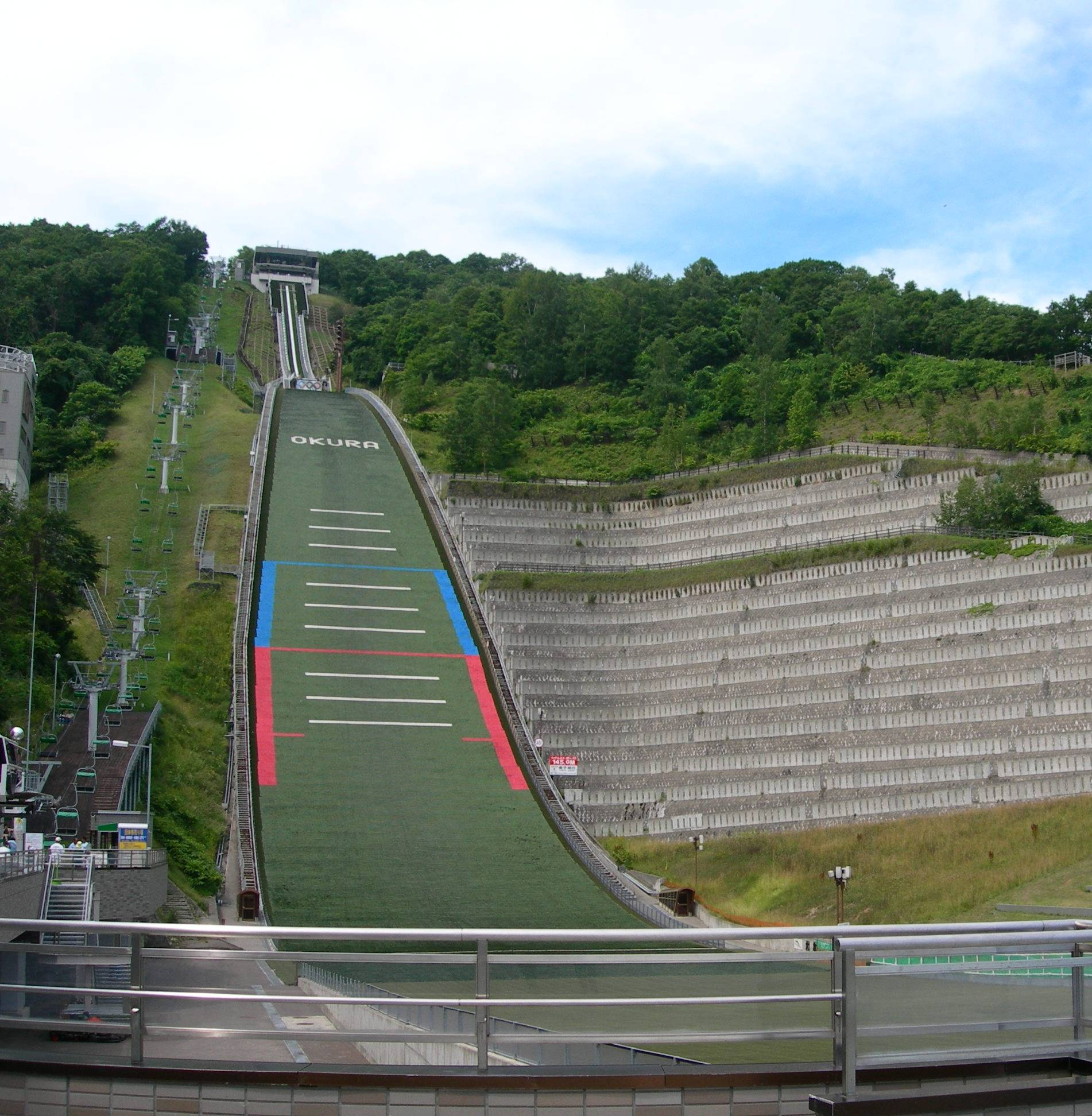
札幌市の大倉山ジャンプ競技場。赤い線 (K点) と青い線 (P点) が分かる

## 解説
K点は、ジャンプ台の着地斜面の下部に位置し赤い線が引かれており、この位置を境にして着地滑走路の傾斜曲率が変わる。2005年現在の採点法ではK点を飛距離の基準とし、K点に着地した飛躍に対し60点が与えられる。着地地点がK点に達しなかった場合は減点され、超えた場合は加算される。減加算される点数は、ジャンプ台の規模により異なるが、一般的にノーマルヒルでは2.0点/m、ラージヒルでは1.8点/mである。着地区域の開始点はP点（独: Punkt, 英: P-point）と呼び、青い線が引かれている。

### かつてのK点
着地地点は前述の傾斜路の曲率が着地時に危険が伴うことから、これ以上飛ぶと危険であるという「極限点」（独: Kritischer Punkt, 英: critical point）を表す意味として、1972年札幌オリンピック当時は用いられていた。
競技中においても最も飛距離の長い選手であっても着地地点がK点を超えないように、大会運営者はスタート地点の高さや助走路の長さを調節して設定していた。その後、滑空中の姿勢を含む滑空技術・着地技術・競技服等が大幅に進歩したことでジャンプ場の完成時に固定されていたK点を越える、いわゆる「K点越え」のジャンプが可能になり、極限点は事実上意味をなさなくなった。
かつてのK点の役割（極限点）に相当するものは2004 - 2005年シーズンから「ヒルサイズ」と呼ばれ、K点より遠くに設定されている。選手がこの距離を超える飛行をすると、危険のため競技の続行について審議される。また、K点距離が同じであってもジャンプ台によってヒルサイズは異なるが、おおむねバーンの斜度がノーマルヒルで31度、ラージヒルで32度となっている。すなわち、現在ではジャンプ台の大きさは「ヒルサイズ=Xm、K点=Ym」というかたちで示される。1995年頃からヒルサイズ導入までは斜度30度を目安にした「ジュリーディスタンス」が用いられていた。
1998年長野オリンピックでジャンプ競技が執り行われた白馬ジャンプ競技場のK点は、ノーマルヒルで90m、ラージヒルで120mである。